# Diocesi di Karwar
La diocesi di Karwar (in latino Dioecesis Karvarensis) è una sede della Chiesa cattolica in India suffraganea dell'arcidiocesi di Bangalore. Nel 2021 contava 46.282 battezzati su 1.568.530 abitanti. È retta dal vescovo Duming Dias.

## Territorio
La diocesi comprende il distretto del Kannada Settentrionale nello stato indiano del Karnataka.
Sede vescovile è la città di Karwar, dove si trova la cattedrale dell'Assunzione di Maria Vergine.
Il territorio è suddiviso in 68 parrocchie.

## Storia
La diocesi è stata eretta il 24 gennaio 1976 con la bolla Christi iussum di papa Paolo VI, ricavandone il territorio dalla diocesi di Belgaum.

## Cronotassi dei vescovi
Si omettono i periodi di sede vacante non superiori ai 2 anni o non storicamente accertati.
- William Leonard D'Mello † (24 gennaio 1976 - 24 febbraio 2007 ritirato)
- Derek Fernandes (24 febbraio 2007 - 1º maggio 2019 nominato vescovo di Belgaum)[2]
  - Sede vacante (2019-2024)
- Duming Dias, dal 13 gennaio 2024

## Statistiche
La diocesi nel 2021 su una popolazione di 1.568.530 persone contava 46.282 battezzati, corrispondenti al 3,0% del totale.
| anno | popolazione | popolazione | popolazione | presbiteri | presbiteri | presbiteri | presbiteri                | diaconi | religiosi | religiosi | parrocchie |
| anno | battezzati  | totale      | %           | numero     | secolari   | regolari   | battezzati per presbitero | diaconi | uomini    | donne     | parrocchie |
| ---- | ----------- | ----------- | ----------- | ---------- | ---------- | ---------- | ------------------------- | ------- | --------- | --------- | ---------- |
| 1980 | 41.523      | 1.307.286   | 3,2         | 40         | 26         | 14         | 1.038                     |         | 14        | 129       | 29         |
| 1990 | 46.809      | 1.544.700   | 3,0         | 58         | 49         | 9          | 807                       |         | 12        | 197       | 42         |
| 1999 | 50.525      | 1.570.000   | 3,2         | 98         | 87         | 11         | 515                       |         | 13        | 260       | 59         |
| 2000 | 51.200      | 1.562.783   | 3,3         | 100        | 89         | 11         | 512                       |         | 13        | 260       | 63         |
| 2001 | 52.745      | 1.850.000   | 2,9         | 87         | 75         | 12         | 606                       |         | 14        | 219       | 65         |
| 2002 | 53.200      | 1.850.000   | 2,9         | 88         | 76         | 12         | 604                       |         | 15        | 224       | 65         |
| 2003 | 53.600      | 1.850.000   | 2,9         | 88         | 76         | 12         | 609                       |         | 15        | 227       | 65         |
| 2004 | 53.870      | 1.353.300   | 4,0         | 92         | 79         | 13         | 585                       |         | 15        | 222       | 65         |
| 2006 | 53.800      | 1.368.000   | 3,9         | 102        | 84         | 18         | 527                       |         | 21        | 224       | 65         |
| 2013 | 44.450      | 1.428.000   | 3,1         | 121        | 102        | 19         | 367                       |         | 21        | 238       | 65         |
| 2016 | 44.815      | 1.485.000   | 3,0         | 124        | 101        | 23         | 361                       |         | 29        | 248       | 67         |
| 2019 | 45.515      | 1.536.130   | 3,0         | 137        | 111        | 26         | 332                       |         | 33        | 252       | 68         |
| 2021 | 46.282      | 1.568.530   | 3,0         | 139        | 113        | 26         | 332                       |         | 31        | 232       | 68         |